# Ludovico Lodron
Ludovico Conte Lodron (dt. Ludwig Graf Lodron) (* 1484; † Oktober 1537 in Esseg) war Landsknechtsführer in habsburgischen Diensten.

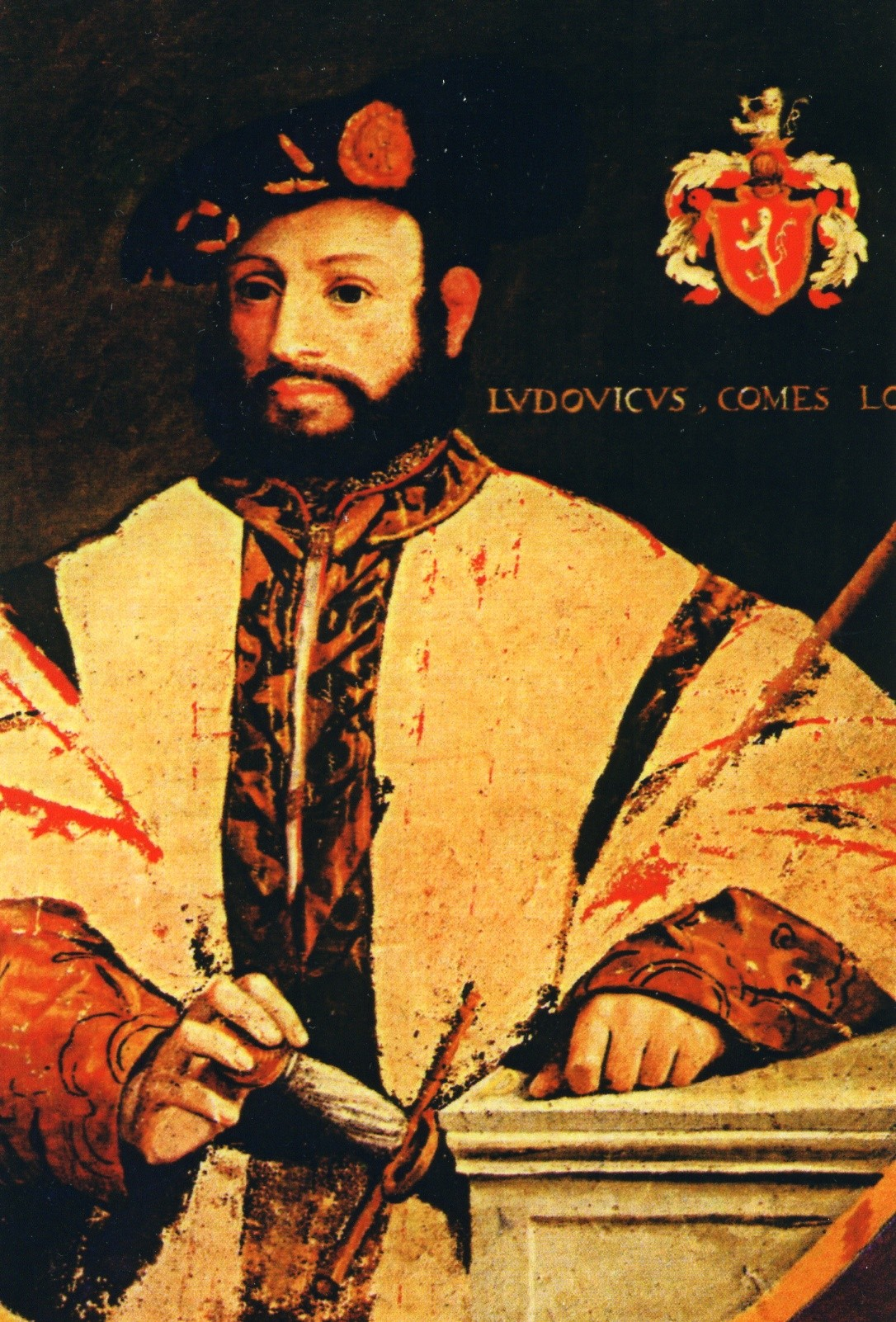
Ludovico Conte Lodron

## Familie
Er stammte aus der Familie Lodron. Der Vater Paride Antonio war Gubernator von Bergamo. Die Mutter Maria war eine Tochter des Grafen von Brembate. Seine Schwester Anna war seit 1519 mit Georg von Frundsberg verheiratet. Er selbst heiratete 1536 in Anwesenheit von Ferdinand I. und der Königin Anna Ursula von Cles.

## Leben
Bereits zur Zeit von Maximilian I. stand Lodron in habsburgischen militärischen Diensten. Er kämpfte unter anderem 1515 gegen die Republik Venedig. Dabei verhinderte er durch Hilfstruppen, dass die Stadt Brescia aufgegeben werde musste. In den Kriegen Karls V. gegen Franz I. diente er unter Georg von Frundsberg und anderen Heerführern. Er nahm als kaiserlicher Feldobrist 1524 an der vergeblichen Belagerung von Marseille teil. Im Jahr 1525 zeichnete er sich in der Schlacht von Pavia aus. Im selben Jahr schlug er Bauernaufstände in Tirol nieder.
Im Jahr 1527 nahm er mit seinen Landsknechten an dem Feldzug teil, der mit dem Sacco di Roma endete. Von den Führern der kaiserlichen Truppen wurde er verschiedentlich mit Sonderaufgaben, wie Verhandlungen mit dem Herzog von Ferrara, betraut. Er gehörte zu denjenigen Vertretern des kaiserlichen Heeres, die am 5. Juni 1527 einen Vertrag mit Papst Clemens VII. abschlossen. Auf Grund von lokalen Widerständen gelang es ihm in der Folge nicht, fünf vom Papst an die Kaiserlichen als Pfand zugesagte Städte auch in Besitz zu nehmen. Später geriet er bei der Verteidigung von Bosco in französische Gefangenschaft. Aus dieser kam er erst nach dem Damenfrieden von Cambrai im Jahr 1529 frei.
Er sammelte Truppen zur Abwehr der Osmanen, kam aber zu spät, um noch zur Verteidigung Wiens während der Belagerung teilzunehmen. Danach nahm er an der Belagerung von Florenz teil. An den Türkenkriegen beteiligte er sich seit September 1532 als Obrist der Hilfstruppen zur Unterstützung vor einer drohenden neuerlichen Belagerung von Wien. Er war am Sieg in der Schlacht bei Leobersdorf beteiligt.
Unter dem Kommando von Hans Katzianer war er 1537 an der Abwehr osmanischer Angriffe in Kroatien und Slawonien beteiligt. Er hat sich dem Rückzugsbefehl Katzianders widersetzt, In einem Gefecht wurde er gefangen genommen und wurde schließlich enthauptet.